# PGO Hemera
Au Mondial de l'automobile de Paris de 2008, PGO a présenté un concept-car nommé Hemera basé sur la Cévennes préfigurant le futur coupé de la marque. La marque possède alors 3 modèles de voiture de sport basés sur le même châssis : les cabriolets Speedster II et Cévennes, et le coupé Héméra.

## Première génération (2009-2012)
A la rentrée 2009, le constructeur automobile PGO annonce la commercialisation de l'Hemera, version coupé de la Speedster 2. Si la proue est empruntée au Speedster Cévennes, l'arrière est original avec notamment une lunette arrière en polycarbonate, montée sur pantographe, décrivant une cinématique particulière de translation. Il est doté d'un châssis tubulaire mu par un 4 cylindres 2 litres essence d’origine Peugeot emprunté à la 206 S16, tout comme la boîte, monté transversalement et développant 140 chevaux,.

## Deuxième génération (2013- )
À l'horizon 2013, PGO annonce un nouveau partenariat avec le constructeur bavarois BMW en vue de la fourniture de groupes motopropulseurs plus modernes et plus efficients. Les nouvelles normes anti pollution européennes rendaient l'ancien moteur Peugeot obsolète. PSA et BMW répondent présent et proposent la livraison du moteur quatre cylindres turbocompressé "Prince" de la Mini Cooper S, titrant 184 chevaux et 260 N m de couple, qui équipera désormais l'Hemera seconde génération.